# Apollonia (Mysien)
Koordinaten: 40° 10′ 0″ N, 28° 36′ 0″ O
Apollonia am Rhyndakos (lateinisch: Apollonia ad Rhyndacum; heute Gölyazı am Uluabat Gölü (Lacus Apolloniatis) bei Bursa; ehem. Apolyont, Apolynt) ist ein antiker Ort in Mysien (Kleinasien).

## Geschichte
Trotz der Mitte des 2. Jahrhunderts v. Chr. erfolgten Anerkennung als milesische Apoikia dürfte Apollonia eine pergamenische Kolonie gewesen sein, benannt nach Apollonis, der Mutter Attalos II. In römischer Zeit war sie eine abgabenpflichtige Stadt (civitas stipendiaria) in der Provinz Asia. Im 1. Jahrhundert v. Chr. geriet Apollonia zeitweise in Abhängigkeit von Kyzikos.

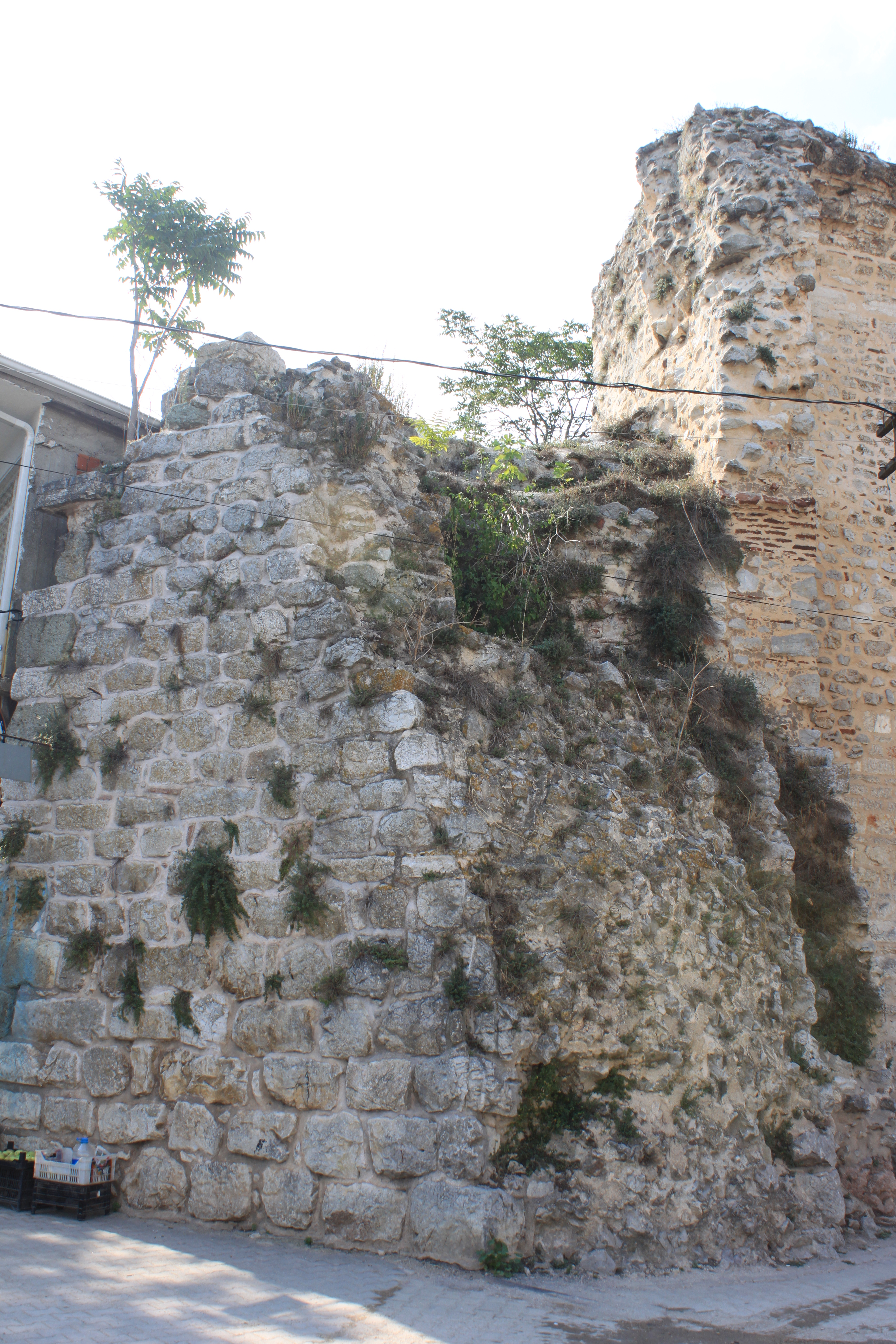
Apollonia ad Rhyndacum, byzantinische Stadtmauer

In byzantinischer Zeit war die Stadt ein kastron und Bischofssitz in der Metropolie von Nikomedia, auch Theotokiana genannt. Im 11. Jahrhundert wurde sie kurzzeitig von den Seldschuken eingenommen, dann wieder byzantinisch, seit dem 14. Jahrhundert osmanisch; eine griechische Bevölkerung verblieb bis 1922/23.

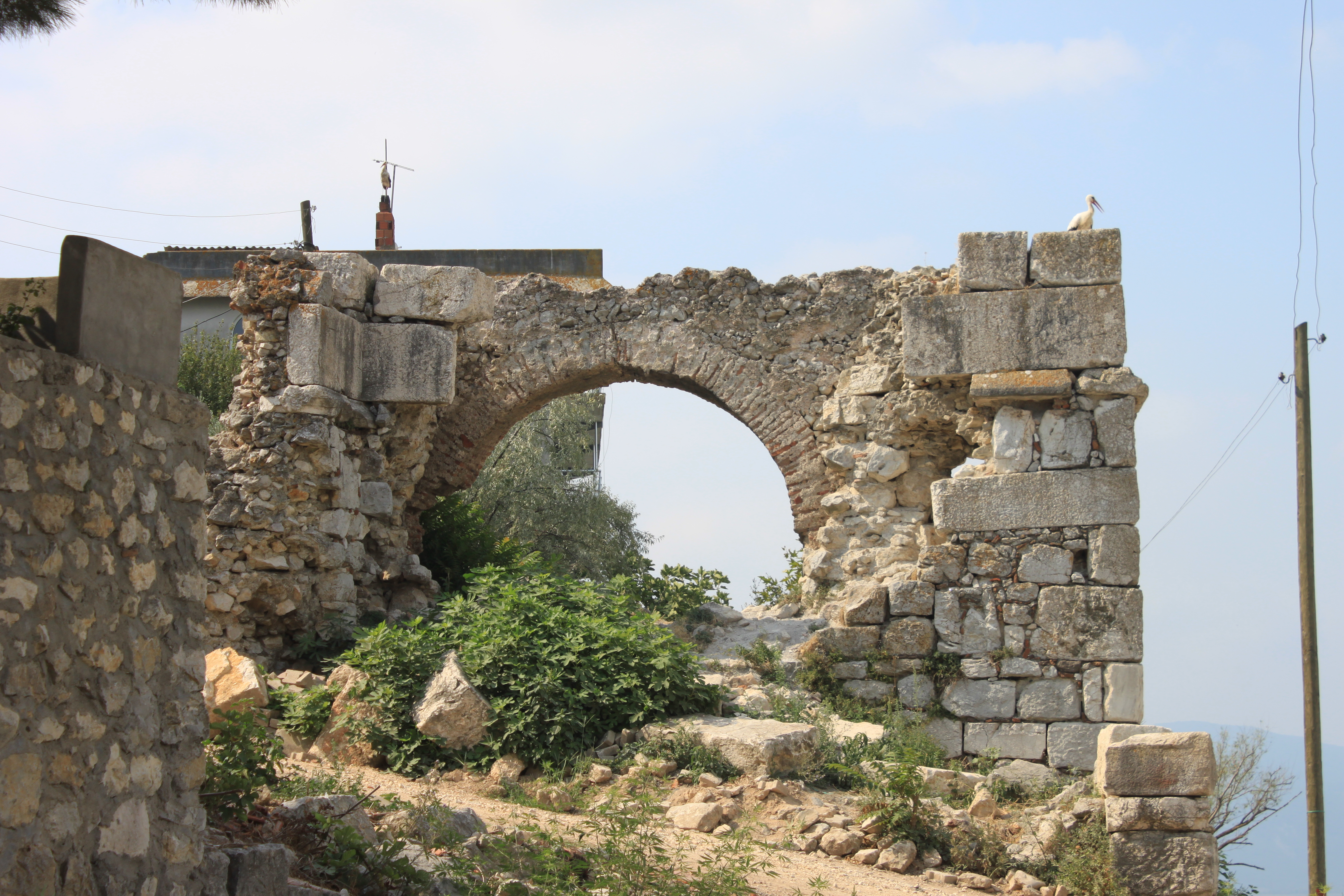
Apollonia ad Rhyndacum, Tor der byzantinischen Burg

## Lage und Archäologie
Apollonia lag auf zwei Hügeln am/im Uluabat Gölü. Der See hat heute je nach Wasserstand eine Fläche von 135 bis 160 km², aber nur eine durchschnittliche Wassertiefe von 3 m. Auf dem ersten Hügel (St. Georgs-Hügel) befindet sich eine byzantinische Befestigung. Eine weitere solche Befestigung auf dem zweiten Hügel wurde möglicherweise auf einem hellenistischen Vorgängerbau errichtet, unter Verwendung zahlreicher kaiserzeitlicher Spolien.
Eine byzantinische Mauer stammt aus dem frühen Mittelalter (8.–10. Jahrhundert?).
Im Ort gibt es eine große dreischiffige postbyzantinische Kirche sowie eine kleine Einraumkirche, auf der vorgelagerten Konstantins-Insel (Manastır Adası) eine byzantinische Kuppelkirche.

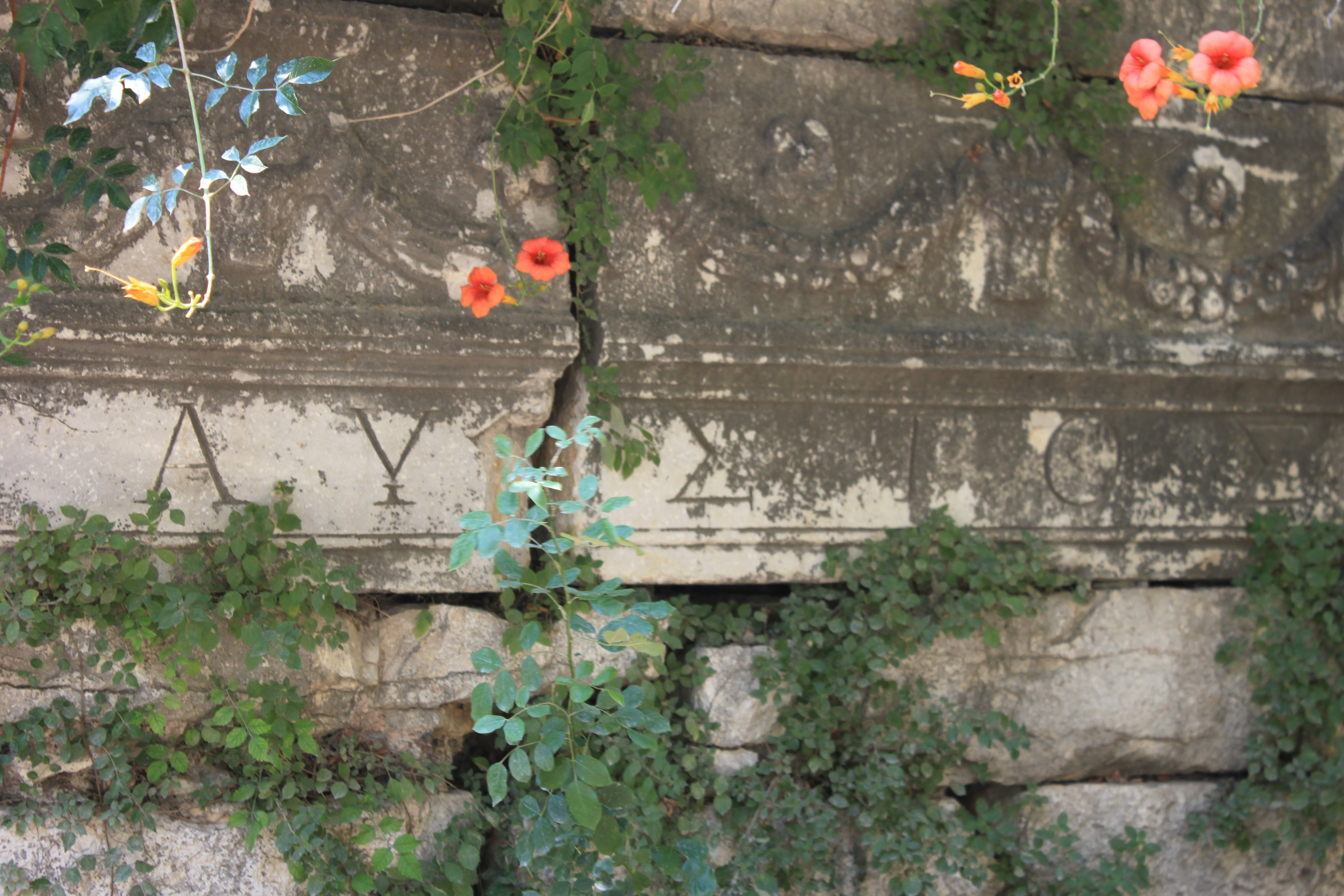
Apollonia ad Rhyndacum, Spolie in der byzantinischen Burgmauer